# پروژه فیل
پروژه فیل (انگلیسی: Project Elephant) در سال ۱۹۹۲ توسط وزارت محیط زیست، جنگل و تغییرات اقلیمی دولت هند شروع شد تا حمایت‌های مالی و تخصصی را برای تلاش‌های مدیریت حیات وحش ایالت‌ها جهت تردد آزادنه فیل‌های آسیایی وحشی فراهم کند. اهداف این پروژه، اطمینان بخشیدن از جمعیت پایدار فیل‌ها در زیستگاه طبیعی از طریق محافظت از فیل‌ها و زیستگاه و گذرگاه زیستگاهی آنها می‌باشد. از دیگر اهداف این پروژه، حمایت از تحقیقات اکولوژی و مدیریت فیل‌ها، آموزش و اطلاع‌رسانی به مردم محلی جهت حفظ حیات وحش فیل‌ها، فراهم کردن مراقبت‌های پزشکی مطلوب برای فیل‌های رام شده و دربند است.